# Follow the Leader (The Soca Boys)
Follow the Leader is een lied van de Nederlandse danceact The Soca Boys. Het nummer kwam uit in 1998. In de Nederlandse Mega Top 100 stond het nummer 21 weken in de lijst, waarin het piekte op de eerst plaats.